# Joseph Pütz
Joseph Pütz (* 3. November 1903 in Ohligs; † 9. September 1982 in Solingen) war ein deutscher Politiker (CDU).

## Leben und Beruf
Nach dem Abitur studierte Pütz kurzzeitig Volkswirtschaft und übernahm anschließend den väterlichen Großhandelsbetrieb. Im Anschluss an seine politische Tätigkeit war er Mitglied in Aufsichtsgremien von Banken und Sparkassen. Pütz war seit 1923 Mitglied der katholischen Studentenverbindung V.K.D.St. Eckart und ab 1977 der KDStV Rappoltstein (Straßburg) Köln, beide im CV.

## Partei
Pütz zählte nach dem Zweiten Weltkrieg zu den Gründern der CDU in Solingen und Ohligs. Von 1968 bis 1973 war er Vorsitzender der Kommunalpolitischen Vereinigung der CDU und CSU Deutschlands.

## Abgeordneter
Pütz war seit 1945 Mitglied im Bürgerausschuss der Stadt Solingen, gehörte von 1946 bis 1962 dem Rat der Stadt an und war dort lange Zeit Vorsitzender der CDU-Fraktion. Von 1950 bis 1954 sowie von 1958 bis 1970 war er Mitglied des nordrhein-westfälischen Landtags.

## Öffentliche Ämter
Pütz amtierte von August 1960 bis Dezember 1966 als Minister der Finanzen in der von Ministerpräsident Franz Meyers geführten Landesregierung von Nordrhein-Westfalen.

## Ehrungen
1964 erhielt Pütz den Ehrenring der Stadt Solingen.